# Miriam Lexmann
Miriam Lexmann, née le 2 décembre 1972 à Bratislava, est une femme politique slovaque membre du Mouvement chrétien-démocrate.
Elle siège au Parlement européen depuis le 1er février 2020.
Au début de l’année 2021, comme d'autres députés européens, elle est l'objet de sanctions de la part de la Chine (interdiction d'y entrer ou d'y faire des affaires), en raison de son soutien à la minorité persécutée des Ouïghours.